# Michael Langer (Gitarrist)
Michael Langer (* 10. Oktober 1959 in Wien) ist ein österreichischer Gitarrist, Komponist und Gitarrenlehrer.

## Leben
Langer studierte zunächst Instrumental- und Gesangspädagogik am Konservatorium Wien (IGP I - 1978–1983, heute Konservatorium Wien Privatuniversität) und an der Universität für Musik und darstellende Kunst Wien (IGP II - 1983–1987). Außerdem absolvierte er Diplomstudien in Jazz Theorie und Arrangement am Konservatorium Wien (1981–1985) und von 1987 bis 1990 im Fach Gitarre an der Musikuniversität Graz (1987–1990) sowie ein Konzertfachstudium Gitarre an der Universität für Musik und darstellende Kunst Wien (1987–1989).
Langer spielt sowohl klassische Gitarre als auch Fingerstyle. Zu Beginn seiner Karriere wurde er unter anderem beim American Fingerstyle Guitar Festival in Milwaukee und von der Zeitschrift Guitar Player als Fingerstyle-Gitarrist ausgezeichnet.
Langer verfasste zahlreiche Lehrwerke und Notenausgaben, nahm Soloalben auf und spielt Konzerttourneen weltweit. Er lehrt als a.o. Professor im Fach Gitarre an der Anton Bruckner Privatuniversität in Linz und an der Konservatorium Wien Privatuniversität.

## Werk
Langers Publikationen bestehen aus Gitarrenschulen und -songbooks, eigenen Kompositionen und Notenausgaben anderer Komponisten. Die Reihe Stars of Classical Guitar zeigt dabei einen speziellen Weg auf: Langer nutzt bereits produziertes Tonmaterial (in diesem Fall vom Label Naxos) und ediert die dazugehörigen Notenausgaben.

### Lehrwerke
- Serie Play Guitar (5 Bände, Verlag Doblinger), überwiegend zusammen mit Ferdinand Neges
- Serie Acoustic Pop Guitar (4 Bände, Dux-Verlag)
- Tipps, Tricks und Licks (Doblinger)
- Whatever (Acoustic Music, mit Originalkompositionen)
- Advanced Fingerstyle (AMA-Verlag)

### Eigene Kompositionen
- Serie Saitenwind (2 Bände, Verlag Doblinger)
- Still (Doblinger)
- Die Zipfelmütz (Doblinger)
- Suita Latina (Doblinger)

### Notenausgaben (Auswahl)
- Saitenwege. 500 Jahre Musik für klassische Gitarre. Band 2. Edition Dux, Reichertshofen 2007, ISBN 978-3-934958-56-2.
- Stars of Classical Guitar. 3 Bände. Verlag Doblinger.
- J.S. Bach Sonaten für Flöte und Gitarre. Verlag Doblinger.

### Diskographie
- Guitar & Passion, Dux 2010 (mit Sabine Ramusch)
- Copy & Merge, Acoustic Music 2002
- Homespun Groove, Acoustic Music 2000
- Crossing Over, Acoustic Music 1996

Zu einigen Aufnahmen sind auch Notenausgaben erschienen.